# Теорія музики
Теорія музики — сукупність музикознавчих дисциплін спрямованих на вивчення основних закономірностей музики, композиційних засобів та прийомів. За класифікацією ВАКу теорія музики є однією із спеціалізацій фаху «17.00.03 „музичне мистецтво“».
До музично-теоретичних дисциплін належать:
- Елементарна теорія музики
- Гармонія
- Сольфеджіо
- Поліфонія
- Аналіз музичних творів

Курс елементарної теорії музики включає відомості про музичний звук, як акустичне явище; про вертикальну (звуковисотну) організацію звуків — звуковисотну систему, сполучення звуків в акорди та інтервали, лади і тональності; та горизонтальну (часову) — поняття ритму і метру, нотних тривалостей; а також правила нотного запису.     